# Mythologie tahitienne

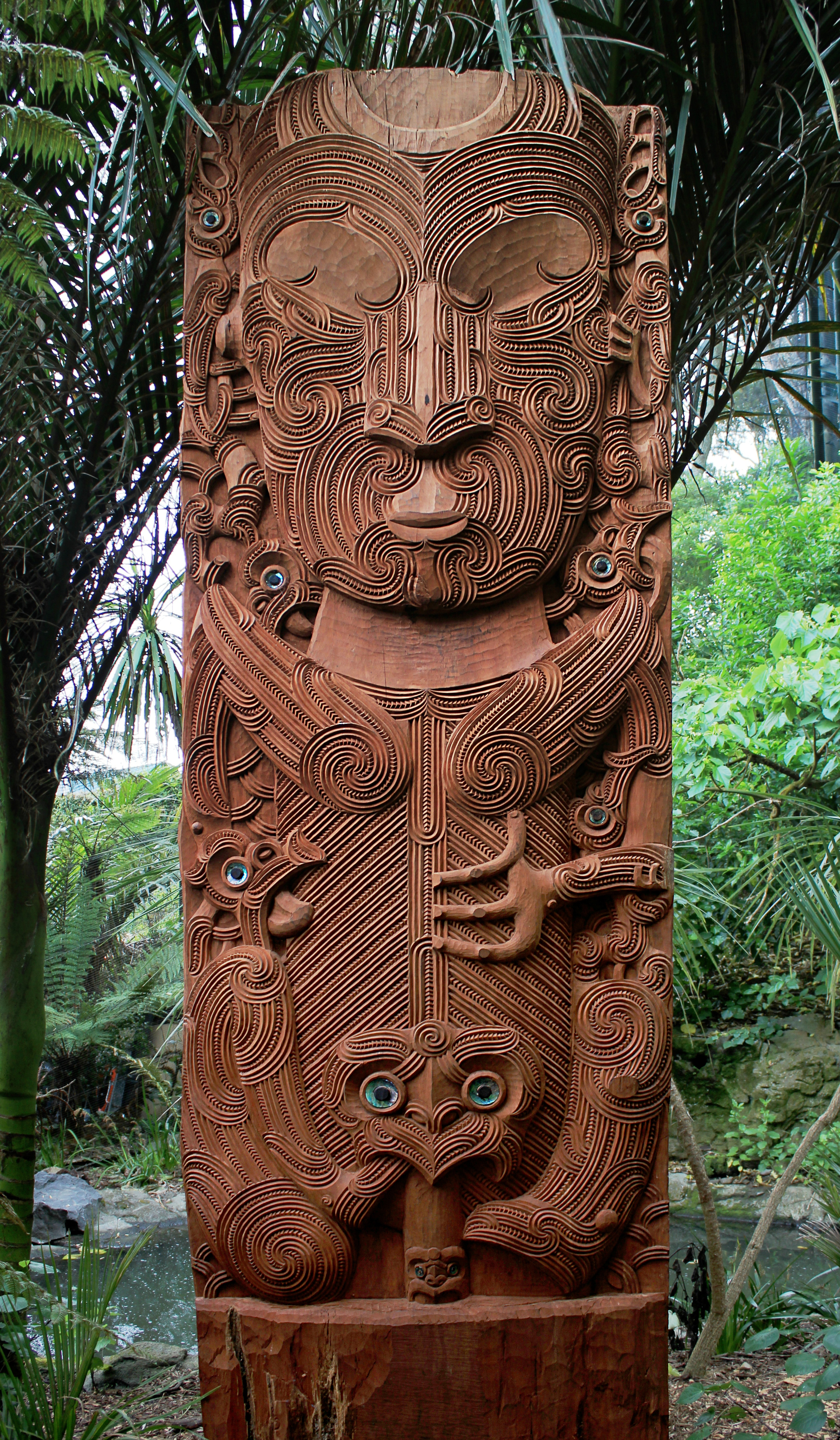
Gravure du dieu Tāne.

La mythologie tahitienne s'est constituée par l'héritage parvenu des récits oraux, parfois antérieurs de plusieurs milliers d'années, relatant l'origine des dieux.
Les Tahitiens sont polythéistes, et sous leurs différentes représentations leurs dieux apparaissent brièvement aux hommes sous toutes les formes terrestres de la création, minérale, végétale, animale et humaine.

## Divinités

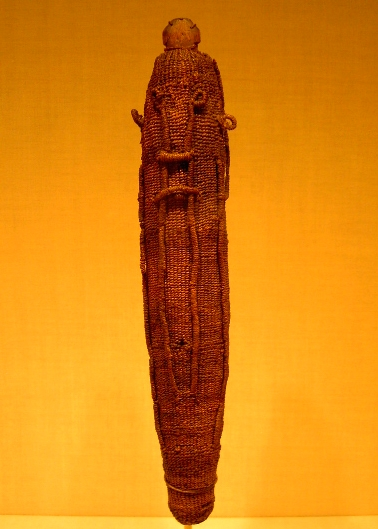
Oro.

Au-dessous de Ta'aroa, le premier dieu des Tahitiens, il y avait Horo ou Oro, son fils aîné, qui était le souverain du monde. Tāne, dieu de la paix et de la beauté, était le frère d'Horo. Puis venaient : Raa, le dieu-soleil ; Tauteni, Temearoo, Tuuivahiau, etc. De tous ces dieux, Oro était le plus adoré.
Dans la mythologie tahitienne, il y a neuf cieux où demeurent les dieux supérieurs. Les autres divinités habitent les eaux, les forêts, les montagnes. Après ces dieux inférieurs viennent les dieux Termes : on les appelle Tii.
Pour représenter leurs dieux, les Polynésiens sculptaient dans le bois ou la pierre une figure humaine. Ils avaient aussi des idoles en bois et en pierre représentant des oiseaux ou des poissons, surtout des poissons, car ceux-ci étaient leur principale nourriture.
La cérémonie raconte que les anciens indigènes transportaient en cérémonie ces idoles au bord de la mer, et qu'alors chaque espèce de poissons s'approchait de son dieu, ce qui permettait de faire des pêches abondantes. Les plus vénérés de ces dieux-poissons étaient le requin et le thon.